# Ensete perrieri
Espèce
Synonymes
- Musa perrieri Claverie[1] [2] [3] [4]

Statut de conservation UICN

 CR D : 
En danger critique
Ensete perrieri est une espèce de plantes de la famille des Musaceae endémique de Madagascar.

## Répartition et habitat
Cette espèce est endémique de l'ouest de Madagascar. Elle pousse dans la forêt tropicale sèche.

## Pascal Claverie
Pascal Claverie:
Plusieurs espèces de Musa indigènes sont connues dans l'Afrique orientale, mais on n'a jamais signalé, à notre connaissance, de représentant du genre qui soit spécial à Madagascar. Tel est le cas cependant pour le bananier que M. Perrier de la Bathie a rencontré à Ankaladina, dans la région de la Betsiboka, ainsi que sur les plateaux d'Ankara et du Tampoketsa, près de la Mahavavy.
Ce bananier, appelé tsirohoroka par les Sakalaves, est une grande plante de 5 à 6 mètres de hauteur, donc le tronc est renflé à la base en un épais tubercule de 2m 50 de circonférence.
C'est une espèce sans rejets, qui, d'avril à octobre, est réduite au tronc et aux gaines, car aucun limbe ne persiste pendant la saison sèche.
Les racines sont blanches, cylindriques et épaisses. La tige est entourée des gaines persistantes des feuilles et prend ainsi l'aspect d'un gros tronc renflé à sa base. Elle mesure, en moyenne, 2 mètres de circonférence au collet, 2m 50 un peu plus haut (à 50 centimètres de distance), 0m 70 seulement au niveau des feuilles inférieures.
Sur une telle tige on remarque successivement, en remontant de la base vers le sommet, deux à trois gaines desséchées, trois à quatre encore vertes, mais courtes, et non appliquées contre le  tronc, puis un nombre variable de gaines vertes, de plus en plus  longues à mesure qu'elles se rapprochent du sommet, toutes  étroitement appliquées contre le tronc.
Les gaines de l'année seulement sont surmontées de limbes,  qui se dessèchent à la fin de la saison; ce qui explique l'aspect  particulier du végétal pendant la saison sèche.  Les feuilles sont pendantes, étalées, et plus ou moin,  déchirées; leur limbe, vers la base, s'amincit jusqu'à la gaine,  le long de la nervure médiane.
Les inflorescences sont énormes et peuvent peser plusieurs  kilogrammes ; elles sont pendantes et glabres et portent jusqu à  60 bractées florifères, qui sont de plus en plus petites de la base au sommet.
La lige qui porte l'inflorescence présente, avant le point de  courbure, deux bractées espacées, semblables aux feuilles, mais  à gaine moins longue.
L'inférieure a 80 cm de longueur, la supérieure 50 cm.
A la base de l’inflorescence se trouvent 3 bractées stériles, à  limbe très réduit. La bractée inférieure, qui a 60 cm de longueur 35 cm de largeur, est pourvue d'un limbe dont la partie  molle bordure de 6 à 7 centimètres de largeur, de chaque côté de la nervure médiane. La bractée supérieure  mesure 50 cm de longueur et 40 cm de largeur.
Les autres bractées qui enveloppent les fleurs sont plus petites.  Leur couleur est loin d'être uniforme ; si les bractées des rangées  externes sont vertes, il n'en est pas de même des autres, qui sont  successivement jaunes, roses, violet clair et enfin violettes.
Aux aisselles de chacune de ces bractées sont 18 à 20 fleurs, a  pétales d'un blanc rosé.
Le calice de ces fleurs est formé de trois sépales concrescents,  dont le médian est situé en avant.
La corolle est représentée par un sépale trilobé dont le lobe ….
Des 6 étamines de la fleur typique des Musacées, l’une est toujours avortée dans l'espèce de Madagascar. Les cinq autres  sont à filets blancs et à anthères rosées ; elles renferment, dans  leur quatre sac polliniques, des grains de pollen globuleux,  jaunes, à surface verruqueuse.
Le pistil se compose d'un ovaire triloculaire, surmonté par  un style simple que termine un stigmate bifide. Chaque loge  renferme deux rangées d'ovules anatropes horizontaux.
Le régime mûr pèse 25 à 35 kilogrammes. Sa forme générale  est ovale. Il mesure environ 60 centimètres de longueur et 50  centimètres de largeur.
Les fruits, appelés voantsirohoroka par les indigènes, sont très  nombreux.
M. Perrier de la Bathie indique qu'il en a compté 210 sur un  seul régime. Ils sont très serrés les uns contre les autres et  entourés par les bractées desséchées de l'inflorescence.
La partie terminale du régime est formée par un cône de fleurs  avortées.
Les fruits du Musa Perrieri sont des baies. Ils sont cylindriques, de 10 à 12 centimètres de longueur sur 3 centimètres de  largeur, un peu rétrécis à la base et au sommet. Le péricarpe est  mince et fortement appliqué contre les graines, de sorte que la  surface du fruit est irrégulièrement mamelonnée.
La pulpe est jaune et est réduite à une mince couche de tissu  parenchymateux riche en amidon. Elle est en trop faible quantité pour que ces fruits séminifères soient comestibles ; en  outre, elle a une saveur amère, même à maturité.
Les graines sont nombreuses, dures, noirâtres, à surface  rugueuse, irrégulièrement ovoïdes, de 8 à 10 millimètres de lar-  geur ; elles présentent, au pôle opposé au bile, une petite plage  lisse légèrement surélevée.
Les Sakalaves recueillent ces fruits, les font dessécher et en  confectionnent des colliers qu'ils portent comme amulettes.  D'ailleurs, ces mêmes indigènes connaissent bien encore, à un  autre point de vue, le Musa, car ils emploient, à l'occasion, le  bord de ses gaines pour en faire des liens et pour confectionner  divers objets de vannerie.
Les caraclères de notre espèce ne concoidenl entièrement avec  ceux d'aucune autre espèce déjà décrite.
C'est, ainsi que nous l'avons déjà dit, par son tronc renflé à la  base, par l’absence de rejets, par la forme des diverses pièces du  périanlhe qu'elle appartient à la section des Physocaulis ; et elle  se place, par le nombre des fleurs de chaque série et l aspect de  ses inflorescences,au voisinage du Musa Ensete de l'Afrique orientale. Mais elle s'en éloigne nettement parle nombre des élamines  et la hauteur de sa lige. Tandis que le Musa Ensete Gmel. a six  étamines, le Musa Perrieri en a cinq.
Il diffère d'autre part, du Musa ventricosa Welw. et du Musa  Schweinfurthii K. Schum. par la forme de sontépale, qui est tri-  lobé et non entier, du Musa Buchananii Bak. et du Musa superba  Roxb. par la présence d'un nombre plus considérable de fleurs  sous chaque bractée florale (18 à 20 au lieu de 10 à 15) et par ses  inflorescences pendantes. En outre, la forme de ses bractées  ovales le distingue du Musa Buchananii, tandis que ses grosses  graines les séparent du M. superba. Enfin, il ne peut être confondu avec le Musa proboscidea à cause du nombre plus faible de  ses fleurs, de sa tige renflée à la base, de la forme de ses bractées  florifères, ovales mais allongées, et de ses inflorescences beaucoup plus ramassées. Son port n'est pas, non plus, celui qu'indique Oliver, dans les Icônes, pour le Musa proboscidea Oliv. Et  c'est pourquoi nous avons cru pouvoir, sans hésiter, considérer  comme une espèce nouvelle le Musa de l'Ambongo.

### Morphologie interne
Nous allons étudier au point de vue anatomique les feuilles (gaine et limbe), les bractées florales et les fruits de ce Musa Perrieri. Nous examinerons en même temps, à litre de comparaison, la structure interne des feuilles de quelques autres espèces du genre (Musa iexlilis Née, M. Ensete, M. sinensis) . 

#### Gaine Foliaire
La gaine foliaire deséchée  que nous avons eue à notre disposition avait 25 centimètres de largeur et 3 centimètres d'épaisseur dans sa région moyenne. A cet état, la face externe ou inférieure, plus rigide que la face interne, est pour- vue de petits sillons longitudinaux. La face opposée présente de petites dépressions alvéolaires.  
Les deux faces sont réunies l'une à l'autre par de nombreuses cloisons, qui sont toutes perpendiculaires aux épidémies mais dont les unes sont plus ou moins perpendiculaires et les autres parallèles à la longueur de la gaine.  
Sur une coupe transversale, l'épidernie dorsal, ou inférieur, qui présente quelques rares stomates, se montre formé par de petites cellules légèrement plus larges que hautes. Leurs parois radiales et internes sont assez épaisses, mais la paroi externe a une épaisseur encore plus grande et est à cuticule épaisse. 
Sous cet épiderrae est une couche de vingt-trois à vingt-six assises de cellules parenchymaleuses, arrondies et lâchement unies entre elles. Sous l'épiderme opposé est une couche analogue, mais qui ne comprend que huit à douze rangées de cellules, d'ailleurs semblables aux précédentes. 
Et c'est entre ces deux couches que sont les cloisons parenchymateuses plus haut signalées, et (jui divisent en nombreux 
compartiments l'intérieur de la gaine. Ou telle est du moins 
l'organisation générale, qui se complète par des faisceaux libéroligneux et par des cordons scléreux. 
Les faisceaux libéro-ligneux sont situés : 
1° Dans la couche inférieure, c'est-à-dire attenant à l'épiderme dorsal ; 
2° Dans les cloisons. 
Les cordons scléreux se trouvent uniquement dans la couche inférieure. La couche supérieure, de huit à douze assises de cellules, est donc complètement dépourvue de ces cordons et de faisceaux. 
Les amas scléreux sont séparés par des intervalles de cinq à huit cellules; ils se composent chacun de dix à quatre-vingts éléments, à section transversale polygonale, et de 0m/m 012 à 0m/m 024 de diamètre. 
Les faisceaux libéro-ligneux sont disposés suivant trois rangées. 
Les faisceaux libéro-ligneux de la rangée externe sont de petit diamètre, et composés chacun d'un tout petit amas libé- rien et de un à deux vaisseaux très étroits. Certains de ces faisceaux ne renferment comme éléments vasculaires que quelques trachéïdes. Un gros amas scléreux est accolé contre le liber. 
Les faisceaux libéro-ligneux de la seconde rangée ne diffèrent des premiers que par leur plus grand diamètre. Enfin ceux qui constituent la rangée la plus interne, et qui sont surtout au niveau des cloisons, et alors en grande partie dans ces cloisons, sont de section transversale très ovale ; le liber y forme un gros amas et le bois est composé de quelques vaisseaux étroits et de un à deux larges vaisseaux. De plus, chacun d'eux est pourvu d'u^ arc fibreux extra-libérien, composé de cinq à sept assises de fibres, et d'un tout petit amas scléreux disposé contre le bois. 
L/épiderme de la face ventrale est plus riche en stomates que l'épiderme dorsal ; ses cellules sont un peu plus grandes, mais avec une cuticule très mince. 
Les cloisons longitudinales qui relient entre elles les deux couches sous-épidermiques, et qui limitent donc, dans la gaine, de grands espaces aérifères, sont formées en épaisseur par six à huit assises de cellules parenchymateuses arrondies ; et les faisceaux libéro-ligneux que nous avons dit qu'elles conte- naient sont semblables à ceux de la rangée interne de la couche parenchymaleuse dorsale. Tous ces faisceaux sont orientés normalement. 
Les deux couches sous-épidermiques se rejoignent latéralement pour donner sur les bords foliaires une masse cellulaire compacte qui renferme de nombreux cordons scléreux et des faisceaux libéro-ligneux riches en fibres. C'est d'ailleurs l'absence de lacunes en celte région, ainsi que le grand développement du tissu mécanique, qui donnent aux bords de ces gaines une certaine résistance. Les filaments utilisables sont les cordons scléreux et les faisceaux libéro-ligneux entourés de leurs deux arcs fibreux. Ils peuvent donc provenir de plusieurs régions. Les uns, et ce sont les plus nombreux, sont extrails de la zone sous-épidermique inférieure ; les autres appartiennent aux cloisons transversales; enfin quelques-uns proviennent des bords. 
Tous ces faisceaux ne présenlent cependant pas les mêmes propriétés physiques. Ceux qui proviennent des bords sont longs et résistants, ceux qui sont extraits de la région sous-épidermique inférieure ont une résistance supérieure mais une souplesse moindre. Enfin les filaments extraits des cloisons transversales sont longs mais très peu tenaces. 
Toutes les cellules parenchymateuses sont bourrées de grains d'amidon, de formes et de grosseurs diverses. Les uns, allongés en forme de bâtonnet, ont en moyenne 0m/m 084 de longueur et 0m/m 025 de largeur; les autres, ovoïdes, mesurent, pour la plupart, 0m/m 100 sur 0m/m 075. 
Çà et là se trouvent quelques cellules sécrétrices réunies en files. 